# Néapolis
Néapolis är ett studioalbum av det skotska bandet Simple Minds, utgivet 1998. Albumet producerades av Peter Walsh tillsammans med Charlie Burchill. Det blev det enda albumet utgivet av Chrysalis Records. Basisten Derek Forbes gjorde comeback i bandet, men lämnade redan efter den korta turnén som följde.  "Glitterball" och "War Babies" släpptes som singlar.
5 juni 1998 spelade Simple Minds på Karlshamnfestivalen, då i Norje, som året därpå döptes till Sweden Rock.

## Låtlista[1]
1. Song For The Tribes  (5:37)
2. Glitterball  (4:55)
3. War Babies  (5:03)
4. Tears Of A Guy  (4:47)
5. Superman v Supersoul  (4:47)
6. Lightning  (5:34)
7. If I Had Wings  (4:42)
8. Killing Andy Warhol  (5:15)
9. Androgyny  (5:08)

## Musiker
- Jim Kerr: sång
- Charles Burchill: gitarr, synt, programmering
- Derek Forbes: bas

- Mel Gaynor: trummor (på War Babies och efterföljande turné)
- Trummor: Michael Niggs, Jim McDermott.